# Linnaemya nigritarsis
Linnaemya nigritarsis är en tvåvingeart som beskrevs av Fritz Isidore van Emden 1960. Linnaemya nigritarsis ingår i släktet Linnaemya och familjen parasitflugor.
Artens utbredningsområde är Kenya. Inga underarter finns listade i Catalogue of Life.